# Сиуанские языки

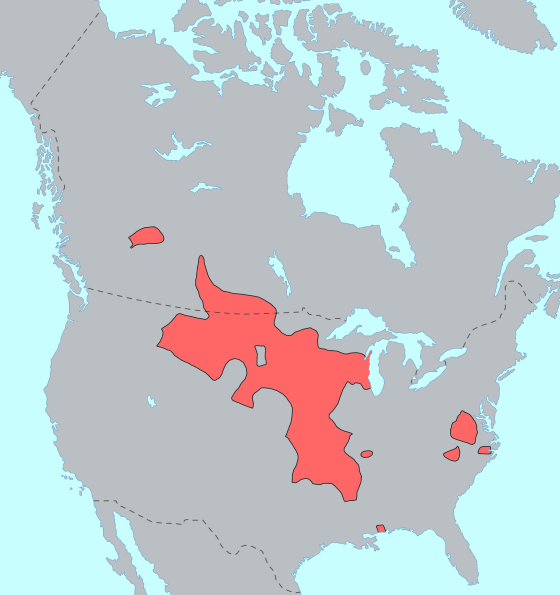
Распространение сиуанских языков до прихода европейцев

Сиуа́нские языки́ (также языки сиу, сиу-катавбанские языки; англ. Siouan-Catawban, Siouan) — семья языков Северной Америки, на которых говорили индейцы сиу, расселённые в XVII—XVIII веках на обширном пространстве от реки Миссисипи на востоке до Скалистых гор на западе и от реки Саскачеван на севере до реки Арканзас на юге.
Предки индейцев сиу до открытия Северной Америки европейцами обитали на её юго-востоке и были одними из создателей высокой земледельческой культуры.

## Современное положение
Крупнейшие по числу носителей сиуанские языки — дакота и лакота. Эти языки иногда включают в число диалектов одного языка, в качестве родового названия которого используются слова «дакхота» и «сиу». На диалектах дакота/сиу говорят следующие пять племён (с востока на запад): санти-сиссетон, янктон-янктонаи, тетон, ассинибойн и стони. Первые два из этих племён называют свой язык дакота, а индейцы тетон обычно пользуются термином лакхота, или лакота (Lakhota). Индейцы ассинибойн и стони называют свой язык накода (Nakoda). Во многих общинах дакота/сиу ещё продолжает усваиваться детьми, при этом почти 100 % носителей языка двуязычны (владеют и английским).

## Классификация
Сиуанская семья включает около двух десятков языков и занимает компактным пятном основную часть прерийного ареала, а также несколько анклавов на атлантическом побережье и на юго-востоке США. Языки катавба и воккон (юго-восток США) в настоящее время рассматриваются как отдельная подсемья сиуанской семьи (отсюда получившее сейчас распространение название «сиу-катавбанские языки»). Остальные языки образуют собственно подсемью сиу и делятся на четыре ветви — огайо (или юго-восточную), миссисипи, миссури и мандан. Самой крупной является ветвь миссисипи, в свою очередь, делящаяся на четыре группы — дхегиха, чивере, виннебаго и дакота.
1. подсемья катавба (катоба): † воккон, † катавба
2. подсемья собственно сиу
  - центральная ветвь
    - мандан †
    - миссисипская подветвь (долины Миссисипи):
      - дакотская группа:
        - язык сиу (дакота): наречия санти-сиссетон, янктон-янктонаи, тетон (лакота)
        - ассинибойн
        - стони

      - группа дхегиха: квапау (арканзас), оседжи (важажа), канза, омаха-понка
      - группа чивере: чивере (айова-ото-миссури) †
      - группа виннебаго: виннебаго (хочанк)

  - миссурийская ветвь (долины Миссури): кроу, хидаца (хидатса)
  - юго-восточная ветвь (огайо):
    - тутело(-сапони) †
    - билокси-офо: билокси †, офо †

## Внешнее родство
Предполагается родство сиуанских языков с ирокезскими и каддоанскими языками. Другие ранее предлагавшиеся объединения сиуанской семьи считаются недоказанными или ошибочными; язык ючи считается изолятом.